# Psychotria interior
Psychotria interior är en måreväxtart som beskrevs av Ined.. Psychotria interior ingår i släktet Psychotria och familjen måreväxter. Inga underarter finns listade i Catalogue of Life.